# Little Joe 2

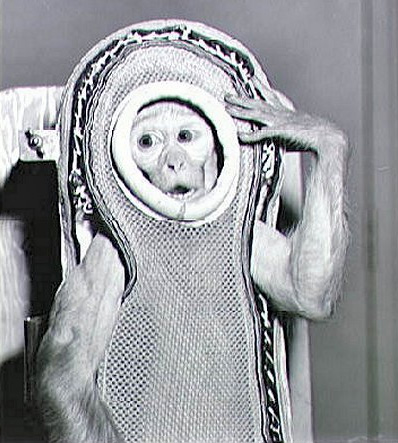
Makak Sam

Little Joe 2 byl testovací let rakety Little Joe modulu kosmické lodi Mercury. Na palubě modulu byl první americký živý tvor, vyslaný na hranici vesmíru. Kosmonautem byl makak Sam, pocházející ze Školy letecké medicíny San Antoniu v Texasu. Měl posloužit jako testovací subjekt ke studiu účinků kosmického letu na živý organismus. Modul byl vynesen na suborbitální balistickou trajektorii s apogeem 88 kilometrů a do vzdálenosti 312 kilometrů. Maximální dosažená rychlost byla 4466 km/h, zrychlení dosáhlo 145 m/s² (14,8 g). Hmotnost makety lodi byla 1007 kg. Konfigurace motorů rakety Little Joe byla: 4x pomocný motor Recruit a 4x hlavní motor Polux. Kosmonaut Sam přežil bez úhony a byl vyloven z vod Atlantského Oceánu torpédoborcem USS Borie.